# Lew Massey
Lawrence Massey, detto Lew (Charlotte, 16 febbraio 1956 – Charlotte, 23 gennaio 2014), è stato un cestista statunitense.

## Carriera
Soprannominato "Sweet Lew", dopo quattro stagioni alla University of North Carolina at Charlotte venne selezionato al secondo giro del Draft NBA 1978 dai Los Angeles Lakers. Tuttavia non giocò mai in NBA, ma proseguì la carriera nella Philippine Basketball Association.